# Dea Augusta Vocontiorum
Dea Augusta Vocontiorum est le nom latin d'une ville gallo-romaine qui devint par la suite la ville de Die dans le département de la Drôme.

## Toponymie
Les Voconces peuple gaulois qui habitaient la région avait fait du site de Die leur centre principal qu'ils nommaient Dea Andarta (Dea signifiant déesse, Andarta désignant la déesse voconce, adoptée par les Romains). (vers le IIIe siècle) les Romains renommèrent la ville Dea Augusta Vocontiorom,,.

## Histoire

### Dea Augusta Vocontiorumau Haut-Empire
Au début de la domination romaine, une première agglomération s'implanta sur un petit col surplombant la Drôme et le franchissement du vallon de Meyrosse, au carrefour entre la vallée et la voie menant au Trièves. De nombreux indices montrent l'extension de l'urbanisation au Ier siècle.
Une route vers Grenoble passait par le massif de Glandasse (sud du Vercors) pour aboutir à Chichilliane. Sur ce plateau ont été retrouvés les fronts de taille de carrières de pierres extraites puis amenées à Die par le Pas de Chabrinel.
Au début du IIe siècle, Dea Augusta Vocontiorum comptait de nombreux monuments et acquit le statut de chef-lieu de civitas, remplaçant Luc-en-Diois dans cette fonction pour le peuple des Voconces du nord. Le titre de colonie romaine semble lui être décerné vers la fin du IIe siècle ou dans le courant du IIIe siècle.
La ville devint un centre important du culte de Cybèle (attesté par 7 inscriptions tauroboliques) et obtient le statut de colonie (colonia Dea Augusta Vocontiorum) à la fin IIIe siècle.

### Rétractation de la ville au Bas-Empire

#### La construction d'un rempart pour protéger la ville
Alors que l'Empire romain connaissait de graves difficultés (révoltes, invasions, instabilité politique...), la ville s'entoura d'un rempart, entre 285 et 305, qui enserrait une surface urbanisée de 25 hectares. La région était en crise et des quartiers périphériques était déjà abandonnés. Le rempart de Die occupait une longueur de près de deux kilomètres. Lors de l'édification, des fragments de monuments funéraires ont été réemployés. La ville avait deux portes principales : la porte Saint-Pierre, démolie en 1891, à l'ouest, et la porte Saint-Marcel à l'est. 
Lors de la construction du rempart, un arc monumental a été démonté et sa voûte intégrée dans l'actuelle porte Saint-Marcel. L'axe reliant les deux portes peut être considéré comme étant le decumanus. Le cardo, s'il a existé, n'est pas localisé à ce jour. 

#### La christianisation àDea Augusta Vocontiorum
Le premier évêque de la ville dont l'existence est attesté est Nicaise de Die, en 325. Il fut le seul représentant des églises des Gaules au premier concile de Nicée. L'anonyme de Bordeaux y fit étape sur la route de Jérusalem en 333.

## Vestiges

### Les remparts gallo-romains
Les remparts gallo-romains furent édifiés aux IIIe et IVe siècles. Les murs de 3,60 m d'épaisseur atteignaient 2 km de long. Les remparts de Die sont classés au titre des monuments historiques,.
- Porte Saint-Marcel : du IIIe siècle (porte principale de la ville). Cette porte romaine fortifiée fut érigée avec les remparts. Elle est classée au titre des monuments historiques[6] depuis 1862 ;
- Tour ronde faisant partie des remparts (classement par arrêté du 13 octobre 1921) ;
- Tour carrée et partie de courtine adjacente dépendant des remparts à l'est de la ville (classement par arrêté du 13 octobre 1921) ;
- Parties nord des remparts comprises entre l'hôpital et le lieu-dit les Fondeaux (classement par arrêté du 14 décembre 1922).

### Les collections du musée de Die
Le musée de Die et du Diois, situé dans le centre-ville, conserve de nombreux et imposants vestiges de l'époque romaine.